# باربارا فسار پولی
باربارا فسار پولی (انگلیسی: Barbara Fusar-Poli؛ زادهٔ ۶ فوریهٔ ۱۹۷۲) رقصنده روی یخ اهل ایتالیا است.